# Первомайський (Алейський район)
Первома́йський (рос. Первомайский) — селище у складі Алейського району Алтайського краю, Росія. Входить до складу Алейської сільської ради.

## Населення
Населення — 214 осіб (2010; 283 у 2002).
Національний склад (станом на 2002 рік):
- росіяни — 65 %
- німці — 31 %